# Abraham Dedejan
Abraham Dedejan, Apraham Dedeyan (ur. 1941 w Bejrucie) – libański przedsiębiorca, inżynier i polityk ormiańskiego pochodzenia, członek Armeńskiej Federacji Rewolucyjnej, protestant. Ukończył inżynierię cywilną na Uniwersytecie Amerykańskim w Bejrucie. W 1993 r. założył przedsiębiorstwo budowlane Dedeyan Development Company sarl. W latach 1996–2000 był deputowanym Zgromadzenia Narodowego z okręgu bejruckiego. W 2009 r. został mianowany ministrem przemysłu w rządzie Saada Haririego. W styczniu 2011 r. zrezygnował ze stanowiska wraz z innymi przedstawicielami Sojuszu 8 Marca, co doprowadziło do upadku gabinetu jedności narodowej.